# Borgoratto Mormorolo
Borgoratto Mormorolo (lombardul: Burgh Rat vagy Bulgrat) település Olaszországban, Lombardia régióban, Pavia megyében. Lakosainak száma 395 fő (2023. január 1.). Borgoratto Mormorolo Borgo Priolo, Fortunago, Montalto Pavese és Colli Verdi községekkel határos.

## Népesség
A település népességének változása:
| Lakosok száma | 431  | 427  | 395  |
|               | 2017 | 2018 | 2023 |